# یک شب در روز
کالایانا رامان (به تامیلی: Pagalil Oru Iravu) فیلمی محصول سال ۱۹۷۹ و به کارگردانی آی. وی. ساسی است. در این فیلم بازیگرانی همچون ویجی کومار، سری دوی، راوی کومار، سیما، میجر سوندراجان ایفای نقش کرده‌اند.